# Ледяная шапка Северного острова
Ледяная шапка Северного острова — ледяная шапка на острове Северный (Новая Земля). Относится к Архангельской области России.
Ледяная шапка охватывает более 40 % территории Северного острова, который является 30-м по величине островом в мире. Общая площадь ледяной шапки составляет около 20 500 км², что делает ледник крупнейшим по площади ледником в Европе (если считать остров её частью). Другими крупнейшими ледниками Европы считаются Остфонна (архипелаг Шпицберген, 8105 км²) и Ватнайёкюдль (остров Исландия, 8100 км²). Крупнейшие горы, которые находятся под ледяной шапкой, — Ломоносова и Эдуарда Толля. С ледяной шапки берёт начало множество рек и ручьёв. У её южной границы расположено крупное озеро Ледниковое.
На отрогах ледяной шапки выделяются ледники: Петерсена, Бунге, Вера, Павлова, Иностранцева, Карбасникова, Визе, Анучина, Броунова, Воейкова, Розе, Мака, Велькена, Рыкачева, Чаева, Шокальского, Лактионова, Борзова, Чернышева, Средний, Рождественского, Вершинского, Мощный, Кропоткина, Тайсия, Попова, Крайний, Архангельской Губы, Северный Глетчер, Южный Глетчер, Нансена, Полисадова, Голубой, Глазов, Низкий, Широкий, Лакруа, Серп и Молот и Буля.